# Адміністративний устрій Добровеличківського району
Адміністративний устрій Добровеличківського району — адміністративно-територіальний поділ Добровеличківського району Кіровоградської області на 1 міську раду, 1 селищну раду та 21 сільську раду, які об'єднують 63 населені пункти та підпорядковані Добровеличківській районній раді. Адміністративний центр — смт Добровеличківка.

## Список радДобровеличківського району
| №  | Назва                          | Центр               | Населені пункти                                                               | Площа км² | Місце за площею | Населення (2001), чол. | Місце за населенням |
| -- | ------------------------------ | ------------------- | ----------------------------------------------------------------------------- | --------- | --------------- | ---------------------- | ------------------- |
| 1  | Помічнянська міська рада       | м. Помічна          | м. Помічна                                                                    |           |                 |                        |                     |
| 2  | Добровеличківська селищна рада | смт Добровеличківка | смт Добровеличківка с. Варваро-Олександрівка с. Мар'ївка                      |           |                 |                        |                     |
| 3  | Братолюбівська сільська рада   | c. Братолюбівка     | c. Братолюбівка с. Вороб'ївка с. Нововікторівка                               |           |                 |                        |                     |
| 4  | Гаївська сільська рада         | c. Гаївка           | c. Гаївка с. Вірне с. Новотишківка с. Осикове                                 |           |                 |                        |                     |
| 5  | Глинянська сільська рада       | c. Глиняне          | c. Глиняне с. Міжколодяжне с. Новоглиняне                                     |           |                 |                        |                     |
| 6  | Гнатівська сільська рада       | c. Гнатівка         | c. Гнатівка с. Михайлівка с. Новомиколаївка                                   |           |                 |                        |                     |
| 7  | Дружелюбівська сільська рада   | c. Дружелюбівка     | c. Дружелюбівка с. Василівка с. Олександро-Завадське с. Скопіївка с. Шевченка |           |                 |                        |                     |
| 8  | Карбівська сільська рада       | c. Карбівка         | c. Карбівка                                                                   |           |                 |                        |                     |
| 9  | Липнязька сільська рада        | c. Липняжка         | c. Липняжка с. Водяне с. Володимирівка                                        |           |                 |                        |                     |
| 10 | Любомирська сільська рада      | c. Любомирка        | c. Любомирка с. Вікняне с. Коколове                                           |           |                 |                        |                     |
| 11 | Марківська сільська рада       | c. Маркове          | c. Маркове с. Анатолівка                                                      |           |                 |                        |                     |
| 12 | Миколаївська сільська рада     | c. Миколаївка       | c. Миколаївка с. Новопетрівка                                                 |           |                 |                        |                     |
| 13 | Новолутківська сільська рада   | c. Новолутківка     | c. Новолутківка с. Добротимофіївка с. Олександро-Акацатове                    |           |                 |                        |                     |
| 14 | Олександрівська сільська рада  | c. Олександрівка    | c. Олександрівка с. Богодарівка                                               |           |                 |                        |                     |
| 15 | Олексіївська сільська рада     | c. Олексіївка       | c. Олексіївка с. Кирилівка                                                    |           |                 |                        |                     |
| 16 | Перчунівська сільська рада     | c. Перчунове        | c. Перчунове с. Сміливе                                                       |           |                 |                        |                     |
| 17 | Піщанобрідська сільська рада   | c. Піщаний Брід     | c. Піщаний Брід с. Веснянка с. Крикунка с. Нова Ковалівка с. Перемога         |           |                 |                        |                     |
| 18 | Тернівська сільська рада       | c. Тернове          | c. Тернове с. Новостанкувата                                                  |           |                 |                        |                     |
| 19 | Тишківська сільська рада       | c. Тишківка         | c. Тишківка с. Андріївка с. Богданівка                                        |           |                 |                        |                     |
| 20 | Троянська сільська рада        | c. Трояни           | c. Трояни с. Новодобрянка с. Новоодеса                                        |           |                 |                        |                     |
| 21 | Федорівська сільська рада      | c. Федорівка        | c. Федорівка с. Новомихайлівка с. Показове с. Попівка                         |           |                 |                        |                     |
| 22 | Червонополянська сільська рада | c. Червона Поляна   | c. Червона Поляна с. Микільське с. Якимівка                                   |           |                 |                        |                     |
| 23 | Юр'ївська сільська рада        | c. Юр'ївка          | c. Юр'ївка                                                                    |           |                 |                        |                     |